# 에드가 렌테리아
에드가 엔리케 렌테리아 헤라조(Edgar Enrique Rentería Herazo, ˈeðɣar renteˈɾi.a, 1975년 8월 7일 ~ )는 콜롬비아의 전 프로 야구 유격수로, 우투우타이다. 플로리다 말린스, 세인트루이스 카디널스, 보스턴 레드삭스, 애틀란타 브레이브스, 디트로이트 타이거스, 샌프란시스코 자이언츠, 신시내티 레즈에서 뛰었다. 별명은 "바랑키야 베이비"(The Barranquilla Baby)이다.
콜롬비아 바랑키야에서 태어난 렌테리아는 1992년에 플로리다 말린스와 계약했다. 1996년 메이저 리그에 데뷔해, 올해의 루키 투표에서 토드 홀랜즈워드에 이어 2위를 기록했다. 1997년 월드 시리즈 7차전에서 11회에 찰스 나지를 상태로 1타점 안타를 쳐내 말린스의 역사상 첫 우승을 이루어냈다. 1998년에 첫 올스타로 뽑혔고, 시즌 후 세인트루이스 카디널스에 트레이드되었다. 6년 간 카디널스의 주전 유격수를 맡았고, 2000년과 2003년, 2004년에 올스타로 선정되었다. 2002년과 2003년 실버 슬러거와 골드 글러브 상을 동시에 수상했다. 2004년 시즌 이후 보스턴 레드삭스와 계약했고 1년 간 뛰고 나서 애틀란타 브레이브스로 트레이드되었다. 2006년 올스타로 선정되었으나 2007년 시즌 후 디트로이트 타이거즈로 트레이드되었다. 2008년 이후 자유 계약 선수가 되면서 샌프란시스코 자이언츠와 계약했다. 2010년 월드 시리즈에서 2차전과 5차전의 결승 홈런으로 월드 시리즈 최우수 선수상을 수상했다. 시즌 후 다시 자유 계약 선수가 되어 신시내티 레즈와 계약했다.

## 선수 경력

### 신시내티 레즈

#### 2011
1월 7일 신시내티 레즈와 총액 3백만 달러(210만 달러 + 보너스 90만 달러) 1년 계약에 합의했다. 주전 유격수 자리는 폴 재니쉬가 맡고 있었기 때문에 유틸리티 플레이어로 시즌을 시작했다. 2011년 시즌까지 통산 실책 개수 272개로 현역 메이저 리그 유격수 중 1위였다.
2012년 시즌 중에도 밀워키 브루어스를 비롯해 많은 팀의 관심과 오퍼를 받았지만, 렌테리아는 "현역으로 복귀하는 일은 없을 것"이라고 분명히 말했다.